# Carleton Hoffner
Carleton Hoffner foi um patinador artístico americano. Ele conquistou com Anne Davies a medalha de bronze no Campeonato Mundial de 1949 nas duplas, e foi campeão do campeonato nacional americano de 1946 na dança no gelo.

## Principais resultados

### Duplas com Anne Davies
| Campeonato Mundial            | Medalha de bronze |                   |  |  |  |  |  |  |  |  |  |  |  |  |  |
| Nacional                      |                   |                   |  |  |  |  |  |  |  |  |  |  |  |  |  |
| Campeonato dos Estados Unidos | Medalha de bronze | Medalha de bronze |  |  |  |  |  |  |  |  |  |  |  |  |  |
|                               |                   |                   |  |  |  |  |  |  |  |  |  |  |  |  |  |

### Dança no gelo com Anne Davies
| Campeonato Norte-Americano                            |                   |                 | Medalha de prata |                  | Medalha de bronze |                   |  |  |  |  |  |  |  |  |  |
| Nacional                                              |                   |                 |                  |                  |                   |                   |  |  |  |  |  |  |  |  |  |
| Campeonato dos Estados Unidos                         | Medalha de bronze | Medalha de ouro | Medalha de prata | Medalha de prata |                   | Medalha de bronze |  |  |  |  |  |  |  |  |  |
|                                                       |                   |                 |                  |                  |                   |                   |  |  |  |  |  |  |  |  |  |
| Legenda: Competição não foi disputada nesta temporada |                   |                 |                  |                  |                   |                   |  |  |  |  |  |  |  |  |  |